# Lijst van afleveringen van Life in Pieces
Dit is een lijst van afleveringen van de Amerikaanse televisieserie Life in Pieces. De serie telt twee seizoenen.

## Overzicht
| Seizoen | Aantal afleveringen | Uitgezonden                       |  |
| ------- | ------------------- | --------------------------------- |  |
| 1       | 22                  | 21 september 2015 – 31 maart 2016 |  |
| 2       | -                   | 27 oktober 2016 – mei 2017        |  |

## Seizoen 1 (2015)
| Nr. | Titel                             | Regisseur       | Schrijver(s)        | Uitzenddatum Verenigde Staten |  |
| --- | --------------------------------- | --------------- | ------------------- | ----------------------------- |  |
| 1 (1-01) | Pilot                             | Jason Winer     | Justin Adler        | 21 september 2015             |  |
| In het eerste verhaal "First Date" gaan Matt en Colleen voor de eerste keer samen uit. Maar haar ex-man Chad woont nog altijd bij haar in en Matt woont in de garage van zijn ouders, dus een plekje zoeken om intiem te zijn met elkaar blijkt niet zo makkelijk te zijn. In het tweede verhaal "The Delivery" is Jen net bevallen van haar dochter Lark, en samen met haar man Greg probeert ze de gevolgen hiervan te herstellen. In het derde verhaal "The College Tour" gaan Tim en Heather samen met hun zoon Tyler op zoek naar een geschikte universiteit. In het laatste verhaal "The Funeral" organiseert John voor zijn 70ste verjaardag zijn eigen (nep-)begrafenis. |                                   |                 |                     |                               |  |
| 2 (1-02) | Interruptus Date Breast Movin     | Jason Winer     | Justin Adler        | 28 september 2015             |  |
| In het eerste verhaal "Interruptus" roept Joan de familie bijeen nadat Matt zijn ouders betrapt tijdens de daad. In het tweede verhaal "Second Date" gaat Matt opnieuw uit met Colleen. In het derde verhaal "Breast-Feeding" heeft Jen moeite met het produceren van moedermelk. In het laatste verhaal "Movin' Out" roept Heather de hulp in van ex-gevangenen om haar te helpen verhuizen. |                                   |                 |                     |                               |  |
| 3 (1-03) | Sleepy Email Brunch Tree          | Jeremy Garelick | Brad Copeland       | 5 oktober 2015                |  |
| In het eerste verhaal "Sleep Deprived" hebben Jen en Greg het moeilijk met het slaappatroon van hun dochter. In het tweede verhaal "Heather sends an email" moet Heather dringend een email versturen, maar wordt voortdurend onderbroken door haar familie. In het derde verhaal "Colleen meets the Family" neemt Matt Colleen mee naar een familiebrunch. In het laatste verhaal "The Fellin" krijgt Tim een allergische reactie op een espresso. Matt en Greg proberen ondertussen een boom in de tuin van Tim te vellen. |                                   |                 |                     |                               |  |
| 4 (1-04) | Prison Baby Golf Picking          | Jason Winer     | Kirker Butler       | 12 oktober 2015               |  |
| In het eerste verhaal "Chad's Last Meal" moet Chad, de ex van Colleen, naar de gevangenis en wil hij nog een maaltijd delen met Colleen. In het tweede verhaal "Triangle" moet Greg schipperen tussen zijn moeder en zijn eigen vrouw. In het derde verhaal "News Beds" kan Sophia maar niet aarden in haar nieuwe slaapkamer en woonomgeving. In het laatste verhaal "Tim's Great Round" proberen Matt, Greg en Heather Tim wat in te tomen tijdens een spelletje golf met John. |                                   |                 |                     |                               |  |
| 5 (1-05) | Babe Secret Phone Germs           | Claire Scanlon  | Rolin Jones         | 19 oktober 2015               |  |
| In het eerste verhaal "Tyler's Girlfriend" introduceert Tyler zijn nieuwe vriendin Clementine aan de familie. In het tweede verhaal "Work Secrets" worden Matt en Colleen betrapt op het werk door een collega. In het derde verhaal "First Cellphone" koopt John een nieuwe mobiele telefoon voor Sophia, zonder dat haar ouders dit weten. In het laatste verhaal "Germs" beloven Jen en Greg elkaar dat ze geen smetvrees zullen ontwikkelen. |                                   |                 |                     |                               |  |
| 6 (1-06) | Ponzi Sex Paris Bounce            | Jason Winer     | Lesley Wake Webster | 5 november 2015               |  |
| In het eerste verhaal "Ponzi" betrappen Matt en Colleen Chad, die haar hondje "Princess" probeert te stelen. In het tweede verhaal "Sex Green Light" proberen Jen en Greg voor de eerste keer seks te hebben na de geboorte van hun dochter Lark. In het derde verhaal "Paris" verzint Heather een leugentje om van haar kapster af te geraken. In het laatste verhaal "Bounce House" verknalt Tim het verjaardagsfeestje van Samantha door de meisjes naar Alien te laten kijken en zij allemaal bang krijgen. |                                   |                 |                     |                               |  |
| 7 (1-07) | Nanny Tent Earrings Cheeto        | Jason Winer     | Elizabeth Tippet    | 12 november 2015              |  |
| In het eerste verhaal "Nanny" gaan Jen en Greg op zoek naar een babysit voor hun dochter Lark. In het tweede verhaal "Tent Diving" gaan Tim, Matt en Greg kamperen. In het derde verhaal "Colleen's New Earrings" geeft Matt Colleen een paar nieuwe oorbellen. In het laatste verhaal "Cheeto" maakt John een houten pop, genaamd 'Cheeto', als cadeautje voor zijn kleindochter Lark. Maar de pop jaagt iedereen de kast op. |                                   |                 |                     |                               |  |
| 8 (1-08) | Godparent Turkey Corn Farts       | Chad Lowe       | Maggie Mull         | 19 november 2015              |  |
| In het eerste verhaal "Godparent" gaan Jen en Greg op zoek naar een peter en meter voor Lark. In het tweede verhaal "The Mexican Market" moeten Tim en Sophia op zoek naar een verse kalkoen voor Thanksgiving. In het derde verhaal "The Maize Runner" probeert Samantha af te spreken met haar vriendje Aiden. In het laatste verhaal "Can't Keep it in" nodigt Joan buurman Gary Timpkins uit voor het Thanksgiving diner. |                                   |                 |                     |                               |  |
| 9 (1-09) | Hospital Boudoir Time-Out Namaste | Fred Goss       | Alec Sulkin         | 26 november 2015              |  |
| In het eerste verhaal "First Night Out" proberen Jen en Greg samen uit te gaan, maar ze belanden al snel in het ziekenhuis. In het tweede verhaal "Boudoir Photos" laat Heather sexy foto's van haar maken als cadeautje voor Tim. In het derde verhaal "Time-Out" wordt Sophia gestraft door Heather nadat ze enkele 'lelijke woorden' gebruikt. In het laatste verhaal "Namaste Noshery" neemt John Samantha en Sophia mee naar een restaurant. |                                   |                 |                     |                               |  |
| 10 (1-10) | Burn Vasectomy Milkshake Pong     | Jason Winer     | Greg Malins         | 10 december 2015              |  |
| In het eerste verhaal "Controlled Burn" is Jen zenuwachtig omdat ze terug aan het werk moet en Heather & Tim proberen Greg wat goede raad te geven. In het tweede verhaal "Vasectomy" laat Tim een vasectomie uitvoeren. In het derde verhaal "Milkshake" ontdekt Joan dat haar creditcard gestolen is nadat er allerlei vreemde pakjes arriveren. In het laatste verhaal "Ping-Pong" spelen Greg en Matt een gewelddadig spelletje ping pong. |                                   |                 |                     |                               |  |
| 11 (1-11) | College Stealing Santa Caroling   | Phil Traill     | Barbara Adler       | 17 december 2015              |  |
| In het eerste verhaal "College" kondigt Tyler aan dat hij niet wil gaan studeren maar samen met Clementine een rockband begint. In het tweede verhaal "How Joan Stole Christmas" probeert Joan de eerste kerst van Lark te saboteren, tot ergernis van Jen en Greg. In het derde verhaal "A Gift from Santa" gaat Samantha naar een shoppingcentrum en krijgt van de kerstman een onaangenaam cadeautje: luizen. In het laatste verhaal "John goes Caroling" trekt Colleen eropuit met John, om samen met zijn vrienden 'vuile' kerstliedjes te gaan zingen. |                                   |                 |                     |                               |  |
| 12 (1-12) | Bite Flight Wing-Man Bonnie       | Helen Hunt      | Justin Adler        | 7 januari 2016                |  |
| In het eerste verhaal "Bite" heeft Sophia een aanvaring met Pete, de zoon van vrienden van Tim & Heather. In het tweede verhaal "Flight" proberen Jen en Greg verschillende vluchten te nemen voor hun vakantie. In het derde verhaal "Wing-Man" proberen Matt en John Gary aan een lief te helpen. In het laatste verhaal "Bonnie" krijgt Matt bezoek van zijn ex-vrouw Bonnie (Brenda Song). |                                   |                 |                     |                               |  |
| 13 (1-13) | Party Lobster Gym Sale            | Ken Whittingham | Brad Copeland       | 14 januari 2016               |  |
| In het eerste verhaal "Gym" probeert Greg terug in vorm te geraken. In het tweede verhaal "Party" organiseren Tyler, Samantha en Sophia een feestje wanneer hun ouders niet thuis zijn. In het derde verhaal "Garage Sale" organiseert Joan een rommelmarktje, en Heather en Jen proberen zelf ook hun oude rommel te verkopen. In het laatste verhaal "Lobster" moet Tim op een kreeft letten. |                                   |                 |                     |                               |  |
| 14 (1-14) | Will Trash Book Spa               | Jason Winer     | Kirker Butler       | 21 januari 2016               |  |
| In het eerste verhaal "Will" helpt Jen Joan & John met het schrijven van hun erfenis. In het tweede verhaal "Trash" proberen Tim, Heather en de kinderen zo weinig mogelijk afval te produceren. In het derde verhaal "Book Deal" vraagt Colleen aan Matt om een kinderboek dat zij aan het schrijven is te illustreren. In het laatste verhaal "Couple's Massage" willen Greg en Jen samen een massage in een verzorgingssalon, maar dat loopt niet helemaal zoals gepland. |                                   |                 |                     |                               |  |
| 15 (1-15) | Soccer Gigi TV Mikey              | Lisa Statman    | Lesley Wake Webster | 4 februari 2016               |  |
| In het eerste verhaal "Coach Matt" wordt Matt de trainer van Sophias voetbalploeg 'The Bobcats'. In het tweede verhaal "Tyler's First Car" krijgt Tyler de auto van zijn grootmoeder cadeau, tot ontsteltenis van zijn ouders. In het derde verhaal "TV Sleeper" valt Greg keer op keer in slaap voor de televisie. In het laatste verhaal "Cousin Mickey" krijgt Joan bezoek van haar neefje Mikey (Greg Grunberg) en hij valt meteen de hele familie lastig. |                                   |                 |                     |                               |  |
| 16 (1-16) | Tattoo Valentine Guitar Pregnant  | Jason Winer     | Alec Sulkin         | 11 februari 2016              |  |
| In het eerste verhaal "Tattoo" laat Tim een tatoeage zetten, maar er staat een spelfout in. In het tweede verhaal "Valentine" moet Matt een romantisch etentje regelen voor Valentijn, maar hij is veel te laat met zijn reservatie. In het derde verhaal "Guitar" gaan Tyler en Clementine op zoek naar een nieuwe gitaar voor Tyler. In het laatste verhaal "Pregnant" denken Greg en Jen stilaan aan gezinsuitbreiding. |                                   |                 |                     |                               |  |
| 17 (1-17) | Hair Recital Rainbow Mom          | Ken Whittingham | Elizabeth Tippet    | 18 februari 2016              |  |
| In het eerste verhaal "Johnny Flyer Black" verft John zijn haar om er jonger uit te zien. In het tweede verhaal "Sophia's Piano Recital" geeft Sophia een optreden met haar piano, maar Heather denkt niet dat ze genoeg geoefend heeft. In het derde verhaal "Invisible Rainbows" gaan Jen en Greg met hun dochter naar een exuberant verjaardagsfeestje van Wilhelm. In het laatste verhaal "Mama Mia" ontmoet Matt de moeder van Colleen. Wat later verbreekt zij hun relatie. |                                   |                 |                     |                               |  |
| 18 (1-18) | Sexting Mall Lemonade Heartbreak  | Rebecca Asher   | Maggie Mull         | 25 februari 2016              |  |
| In het eerste verhaal "What's Wrong With Heather?" verstuurt Heather per ongeluk een sexy sms'je naar haar zoon Tyler. In het tweede verhaal "Irving Rosenblatt" geven Jen en Greg Samantha wat liefdesadvies. In het derde verhaal "Lemonade" krijgt John een nieuw huisdier: een Shetland pony genaamd 'Lemonade'. In het laatste verhaal "Girls' Night" gaan Heather en Jen iets drinken met Colleen nadat ze het heeft uitgemaakt met Matt. |                                   |                 |                     |                               |  |
| 19 (1-19) | Pestilence War Famine Death       | Phil Traill     | Greg Malins         | 3 maart 2016                  |  |
| In het eerste verhaal "Pestilence" nodigen Jen en Greg per ongeluk Oscar en zijn vrouw Tulip uit voor een etentje. In het tweede verhaal "War" krijgen Joan en John ruzie met hun buren Darryl en Pam. In het derde verhaal "Famine" proberen Matt en Colleen terug vrienden te worden. In het laatste verhaal "Death" voert Tim een operatie uit op John, en tijdens deze operatie is John 15 seconden klinisch dood. |                                   |                 |                     |                               |  |
| 20 (1-20) | Prank Assistant Gum Puppy         | Chad Lowe       | Barbara Adler       | 10 maart 2016                 |  |
| In het eerste verhaal "Senior Prank" voeren Heather en Tim een grapje uit met wat letters op een bord in de school van Tyler, die hierdoor serieus in de problemen geraakt. In het tweede verhaal "Jen's Hot Assistant" is Greg jaloers op de knappe assistant van Jen. In het derde verhaal "Chewing Gum" krijgt Sophia wat kauwgom in haar haar terwijl Joan er op moet babysitten. In het laatste verhaal "Puppy Love" spreken John en Colleen stiekem af in het park. |                                   |                 |                     |                               |  |
| 21 (1-21) | Cinderella Fantasy Prom Dougie    | Phil Traill     | Joe Cristalli       | 31 maart 2016                 |  |
| In het eerste verhaal "A "Cinderella Story" gelooft Tim dat het dragen van de jurk van Assepoester zijn team geluk zal brengen tijdens een basketbalwedstrijd. In het tweede verhaal "The Secret Life of Greg Short" denkt Greg na over wat hij moet schrijven op een verjaardagskaartje voor zijn baas Chase. In het derde verhaal "Prom Night" gaat Tyler naar zijn schoolbal, en krijgt nog wat (seksueel) advies van zijn ouders en grootouders. In het laatste verhaal "Matt's Choice" stuurt Jen Matt op blind date met een collega van haar: Dougie. |                                   |                 |                     |                               |  |
| 22 (1-22) | Crytunes Divorce Tablet Ring      | Chad Lowe       | Justin Adler        | 31 maart 2016                 |  |
| In het eerste verhaal "Crytunes" neemt Greg ontslag nadat hij een geniale ingeving heeft gekregen. Jen ontdekt dat ze opnieuw zwanger is. In het tweede verhaal "Divorce" ontdekken de kinderen dat Joan en John eigenlijk niet getrouwd zijn. In het derde verhaal "Tablet" proberen Heather en Tim het goed te maken met Samantha nadat ze een belangrijke ceremonie op haar school vergeten zijn. In het laatste verhaal "Ring" probeert Matt Colleen ten huwelijk te vragen, maar hij wordt de hele tijd onderbroken door de rest van de familie, die zelf een paar dingen hebben aan te kondigen...                                                                         |                                   |                 |                     |                               |  |

## Seizoen 2 (2016)
| Nr. | Titel                                | Regisseur    | Schrijver(s)                   | Uitzenddatum Verenigde Staten |  |
| --- | ------------------------------------ | ------------ | ------------------------------ | ----------------------------- |  |
| 23 (2-01) | Annulled Roommate Pill Shower        | Jason Winer  | Jason Adler                    | 27 oktober 2016               |  |
| In het eerste verhaal "Annulled" vragen Heather en Tim hulp van de ouders van Clementine, Mary-Lynn (Megan Mullally) en Spencer (Nick Offerman), om het huwelijk van hun kinderen ongedaan te maken. In het tweede verhaal "Roommate" trekt Tommy in bij Colleen, tot ergernis van haar kamergenote Dougie. In het derde verhaal "Pill" neemt John per ongeluk een verkeerde dosis erectie-medicatie. In het vierde verhaal "Shower" heeft de familie een feestje georganiseerd voor de zwangerschap van Jen- maar zij heeft een miskraam gehad. |                                      |              |                                |                               |  |
| 24 (2-02) | Receptionist Pot Voting Cramp        | Lisa Statman | Brad Copeland                  | 3 november 2016               |  |
| In het eerste verhaal "Receptionist" begint Heather te werken voor Tim, maar de hele tijd samen zijn heeft ook zijn nadelen. In het tweede verhaal "Joan's Friend, Herb" schrijft Tim Joan een voorschrift voor medicatie op basis van marihuana om haar te helpen slapen. In het derde verhaal "Voting" besluit Greg voor de eerste keer te gaan stemmen tijdens de Amerikaanse presidentsverkiezingen, nadat Jen er over zaagt tegen hem. In het vierde verhaal "Cramped" gaan Matt en Colleen naar de spoed wanneer ze klaagt over maagkrampen. |                                      |              |                                |                               |  |
| 25 (2-03) | Eyebrow Anonymous Trapped Gem        | Jason Winer  | Lesley Wake Webster            | 10 november 2016              |  |
| In het eerste verhaal "Eyebrow" scheert Tim per ongeluk een stuk wenkbrauw af net voor een belangrijke fotoshoot, en hoopt dat Jen en Colleen hem kunnen helpen. In het tweede verhaal "Anonymous Donation" geeft Greg een deel van zijn erfenis van Gigi anoniem weg aan een goed doel. In het derde verhaal "Trapped" ontdekt John hoe het leven van Gigi eruitzag in haar bejaardentehuis. In het vierde verhaal "Gem" eert Joan haar moeder met wat 'ongewone juwelen'... |                                      |              |                                |                               |  |
| 26 (2-04) | Cheap Promotion Flying Birthday      | Alex Reid    | Dave Jesser & Matt Silverstein | 17 november 2016              |  |
| In het eerste verhaal "Colleen Returns" leert Colleen Matt zuinig te leven, en ontdekt dat geld besparen haar opwindt. In het tweede verhaal "Hughes the Boss" wil Tim Heather ontslaan als receptioniste bij hem op het werk. In het derde verhaal "Take Me to the Pilot" wil John Sophia van haar vliegangst afhelpen en neem haar mee op een korte vliegtrip. In het vierde verhaal "Lark's First Birthday" wil Jen een bescheiden feestje organiseren voor Larks eerste verjaardag, maar dat is buiten de familie gerekend. |                                      |              |                                |                               |  |
| 27 (2-05) | Steps Dinner Professor Lesbian       | John Riggi   | Maggie Mull                    | 24 november 2016              |  |
| In het eerste verhaal "Baby's First Steps" zet Lark haar eerste pasjes, terwijl Greg op zakenreis is. Jen probeert dit voor hem verborgen te houden. In het tweede verhaal "Dinner Party" nodigen Tyler en Clementine Matt en Colleen uit voor een etentje, maar het wordt bizar wanneer Tyler & Clementine ruzie krijgen. In het derde verhaal "Professor" volgt Joan een cursus, en denkt John dat haar leraar verliefd is op haar. In het vierde verhaal "A Lesbian Journey" komt Dougie uit de kast als lesbienne en gaat ze met Colleen, Jen en Heather naar een homobar. |                                      |              |                                |                               |  |
| 28 (2-06) | Boxing Opinion Spider Beard          | Jason Winer  | Lesley Wake Webster            | 1 december 2016               |  |
| In het eerste verhaal "Boxing" neemt John Sam mee naar de boksles i.p.v. haar af te zetten op de balletles, en ze blijkt een natuurtalent te zijn. In het tweede verhaal "Second Opinion" moeten (volgens Tim) Jen haar amandelen verwijderd worden, maar ze besluit achter de rug van Tim een tweede opinie te vragen aan een andere dokter. In het derde verhaal "Joan Scares Matt" doet Joan Matt verschieten met een plastieken spin, en wanneer hij dit vertelt aan zijn broer en zus, besluiten de drie wraak te nemen op hun moeder die hen al jaren probeert te plagen. In het vierde verhaal "Jen v. Beard" wil Jen dat Greg zijn baard afscheert, maar die weigert dit te doen. Tot Lark overgeeft in de baard en de stank blijft hangen. |                                      |              |                                |                               |  |
| 29 (2-07) | Swim Survivor Zen Talk               | Jude Weng    | Joe Cristalli                  | 8 december 2016               |  |
| In het eerste verhaal "Sink or Swim" wil Matt met Colleen naar Hawaii op huwelijksreis, maar Colleen kan niet zwemmen, dus besluit Matt haar zwemles te geven. In het tweede verhaal "Survivor" maakt John (met de hulp van Tim) een video om auditie te doen voor Expeditie Robinson. In het derde verhaal "Zen Jen" zegt Jen dat ze aan meditatie doet, maar eigenlijk wil ze gewoon enkele minuten me-time. In het vierde verhaal "The Talk" krijgt Sophie te horen hoe baby's gemaakt worden, maar Sophia kan daarna niet meer stoppen met praten over seks, wat tot enkele gênante momenten leidt ... |                                      |              |                                |                               |  |
| 30 (2-08) | Window Vanity Dress Grace            | Helen Hunt   | Greg Malins                    | 15 december 2016              |  |
| Colleen gaat winkelen met haar toekomstige schoonouders, en moet leren omgaan met hun ongezouten meningen. Clementine voelt zich niet meer welkom in het huis van de familie Hughes, en ze probeert supervriendelijk te zijn voor haar huisgenoten. Greg is boos op Jen omdat ze niet kan wakker blijven tijdens een romantische date. |                                      |              |                                |                               |  |
| 31 (2-09) | 1. TBT: Y2K Sophia Honeymoon Critter | Jason Winer  | Marcos Luevanos                | 5 januari 2017                |  |
| ... |                                      |              |                                |                               |  |
| 32 (2-10) | Musical Motel Property Bingo         | -            | -                              | 12 januari 2017               |  |
| ... |                                      |              |                                |                               |  |